# Pasi Beurandeh
Pasi Beurandeh is een bestuurslaag in het regentschap Pidie van de provincie Atjeh, Indonesië. Pasi Beurandeh telt 364 inwoners (volkstelling 2010).